# Tysklands undervisningsministre
Artiklen om Tysklands undervisningsministre dækker alle ministre i Forbundsrepublikken Tysklands Uddannelses- og videnskabsdepartement (1969–1994), Uddannelses-, videnskabs-, forskning- og teknologidepartement (1994–1998) og Uddannelses- og forskningsdepartement (1998–).
Den tyske uddannelsesministers formelle titel er Forbundsminister for uddannelse og forskning (tysk: Bundesminister(in) für Bildung und Forschung).
| Statsråd           | Parti | Fra  | Til  |
| ------------------ | ----- | ---- | ---- |
| Hans Leussink      | intet | 1969 | 1972 |
| Klaus von Dohnanyi | SPD   | 1972 | 1974 |
| Helmut Rohde       | SPD   | 1974 | 1978 |
| Jürgen Schmude     | SPD   | 1978 | 1981 |
| Björn Engholm      | SPD   | 1981 | 1982 |
| Dorothee Wilms     | CDU   | 1982 | 1987 |
| Jürgen Möllemann   | FDP   | 1987 | 1991 |
| Rainer Ortleb      | FDP   | 1991 | 1994 |
| Karl-Hans Laermann | FDP   | 1994 | 1994 |
| Jürgen Rüttgers    | CDU   | 1994 | 1998 |
| Edelgard Bulmahn   | SPD   | 1998 | 2005 |
| Annette Schavan    | CDU   | 2005 |      |